# Matt Knowles
Matt Knowles (Filadelfia, 7 ottobre 1970) è un ex calciatore statunitense di ruolo difensore..
Ha giocato nella Major League Soccer dal 1996 al 1998 con due club, il N.Y./N.J. MetroStars ed il Miami Fusion. Gran parte della sua carriera l'ha disputata con squadre di calcio indoor.

## Carriera
Nel 1996, viene selzionato al Draft dai Metrostars con cui esordisce in MLS il 13 aprile 1996 contro il LA Galaxy. Durante la prima stagione colleziona 21 presenze in campionato e altre presenze nella sfida contro il D.C. United persa 2-1. Complice il duplice impegno con il calcio indoor, le stagioni seguenti videro un raro utilizzo di Knowles. Difatti nelle stagioni 1997 e 1998 venne impiegato complessivamente solo altre otto volte.
Il 1º luglio 1998 passò al Miami Fusion con cui giocò altre tre partite in campionato ed una in coppa nazionale.

## Statistiche
| Stagione                              | Squadra                               | Campionato                            | Campionato | Campionato | Coppe nazionali | Coppe nazionali | Coppe nazionali | Coppe continentali | Coppe continentali | Coppe continentali | Altre coppe | Altre coppe | Altre coppe | Totale | Totale |
| Stagione                              | Squadra                               | Comp                                  | Pres       | Reti       | Comp            | Pres            | Reti            | Comp               | Pres               | Reti               | Comp        | Pres        | Reti        | Pres   | Reti   |
| ------------------------------------- | ------------------------------------- | ------------------------------------- | ---------- | ---------- | --------------- | --------------- | --------------- | ------------------ | ------------------ | ------------------ | ----------- | ----------- | ----------- | ------ | ------ |
| 1996                                  | N.Y./N.J. MetroStars                  | MLS                                   | 21+3       | 0          |                 | -               | -               |                    | -                  |                    |             | -           | -           | 24     | 0      |
| 1997                                  | N.Y./N.J. MetroStars                  | MLS                                   | 4          | 0          |                 | -               | -               |                    | -                  | .                  |             | -           | -           | 4      | 0      |
| feb.giu. 1998                         | N.Y./N.J. MetroStars                  | MLS                                   | 4          | 0          |                 | -               | -               |                    | -                  | .                  |             | -           | -           | 4      | 0      |
| Totale New York/New Jersey Metrostars | Totale New York/New Jersey Metrostars | Totale New York/New Jersey Metrostars | 32         | 0          |                 | -               | -               |                    | -                  | -                  | -           | -           | -           | 32     | 0      |
| lug.-dic. 1999                        | Miami Fusion                          | MLS                                   | 3          | 0          |                 | 1               | 0               |                    | -                  |                    |             | -           | -           | 4      | 0      |
| Totale carriera                       | Totale carriera                       | Totale carriera                       | 35         | 0          |                 | 1               | 0               |                    | -                  | -                  | -           | -           | -           | 36     | 0      |